# Tambakselo
Tambakselo is een bestuurslaag in het regentschap Grobogan van de provincie Midden-Java, Indonesië. Tambakselo telt 9605 inwoners (volkstelling 2010).